# Etillitijum
Etillitijum je organometalno jedinjenje litijuma formule LiCH2СH3. Ono se javlja u vidu bezbojnih kristala, rastvorljivih u organskim rastvaračima, a postoji u obliku tetra- i heksamera.

## Reaktivnost
Reakcija litijuma i etil bromida:
{\displaystyle {\mathsf {2Li+CH_{3}CH_{2}Br\ {\xrightarrow {}}\ LiCH_{2}CH_{3}+LiBr}}}
Reakcija litijuma i dietil žive:
{\displaystyle {\mathsf {2Li+Hg(CH_{2}CH_{3})_{2}\ {\xrightarrow {}}\ 2LiCH_{2}CH_{3}+Hg}}}

## Fizička svojstva
Etillitijum se formira u polarnim rastvaračima (etri, tetrahidrofuran) i u kristalima tetramernog oblika (LiС2H5)4 - iskošena kocka.
U nepolarnim rastvaračima (benzen, ugljovodonici) - heksameri (LiС2H5)6.
Sublimira se u vakuumu na 70-80°C.

## Hemijska svojstva
Etillitijum se oksiduje atmosferskim kiseonikom sa samozapaljenjem. On burno reaguje sa vodom koja se koristi za sušenje organskih rastvarača i analizu količine vode u rastvaračima:
{\displaystyle {\mathsf {LiCH_{2}CH_{3}+H_{2}O\ {\xrightarrow {}}\ LiOH+C_{2}H_{6}\uparrow }}}

## Literatura
- Clayden, Jonathan; Greeves, Nick; Warren, Stuart; Wothers, Peter (2001). Organic Chemistry (I изд.). Oxford University Press. ISBN 978-0-19-850346-0.
- Smith, Michael B.; March, Jerry (2007). Advanced Organic Chemistry: Reactions, Mechanisms, and Structure (6th изд.). New York: Wiley-Interscience. ISBN 0-471-72091-7.
- Химическая энциклопедия. 2. Редкол.: Кнунянц И.Л. и др. М.: Советская энциклопедия. 1990.
- Рипан Р.; Четяну И. (1971). Неорганическая химия. Химия металлов. 1. М.: Мир.